# 蔗埕線
蔗埕線（亦稱蒜頭蔗埕文化園區小火車、蒜頭蔗埕文化園區五分車），為位於臺灣嘉義縣六腳鄉蔗埕文化園區，由臺灣糖業股份有限公司經營之輕便鐵路，目前營運路線為高鐵嘉義站經蒜頭糖廠至故宮南院。

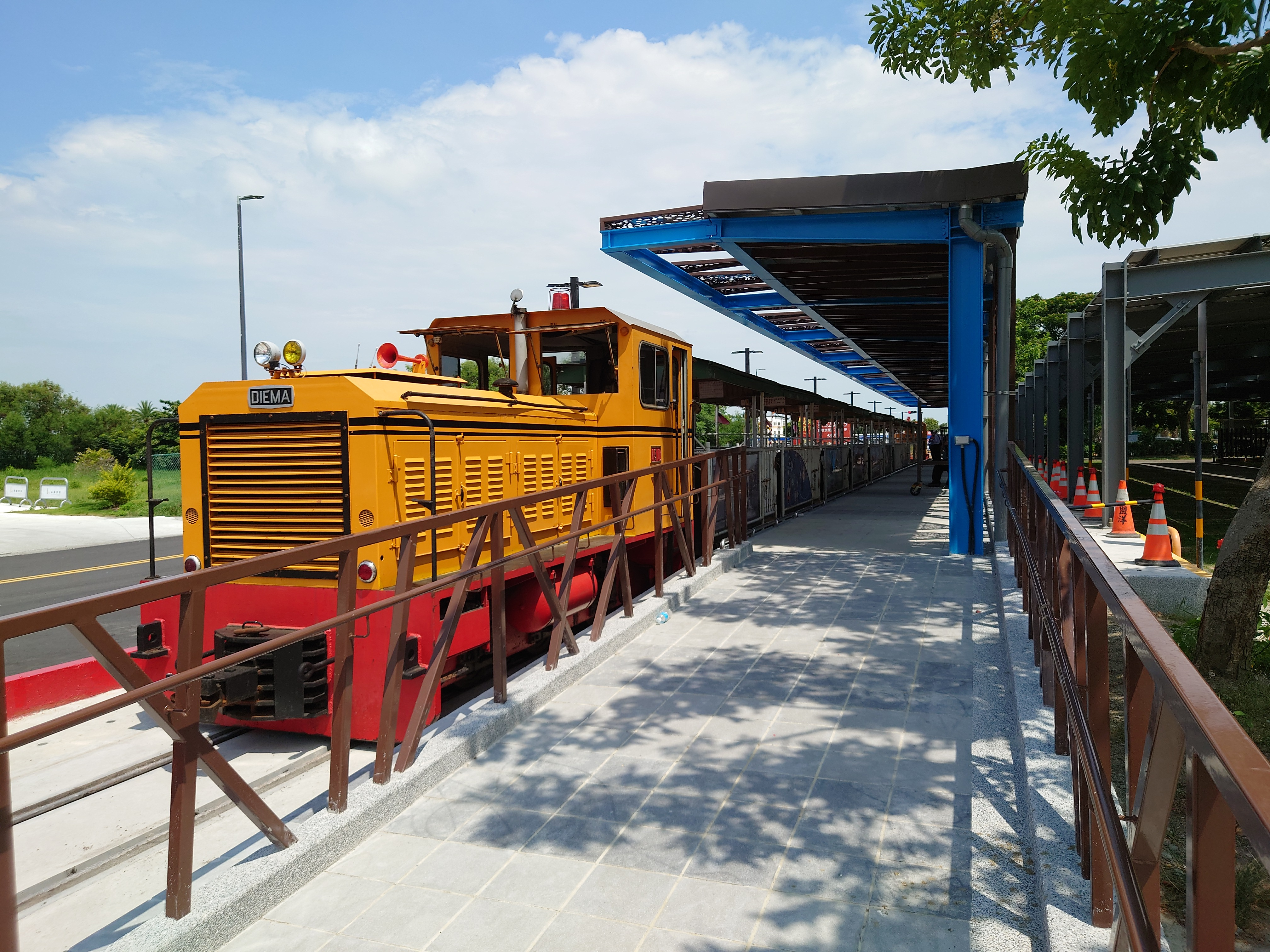
五分車高鐵站

## 歷史
- 2003年6月26日，交通部同意烏樹林、蒜頭、溪湖、橋頭等廠客運執照補發。7月30日，交授管一字第0920097124號核准行駛與載客，總長2.56公里，僅蒜頭、蔗埕兩站。
- 2017年3月，行政院公布前瞻基礎建設計畫。預計以14億預算，將此線延長1.6公里至高鐵車站及故宮南院，並興建與銜接高鐵車站及故宮南院之站體[3]。
- 2019年2月16日，嘉義縣政府公告「變更高速鐵路嘉義車站特定區主要計畫」，將高鐵站區部分土地變更為鐵路使用。
- 2021年8月，行政院核定「嘉義蒜頭糖廠至故宮南院觀光鐵路計畫（嘉義蒜頭糖廠五分車延駛故宮南院）」，藉由五分車延駛串聯周邊遊憩景點。五分車延駛計畫分2期辦理，第1期由蒜頭糖廠既有鐵道向東延駛至嘉義高鐵站約1.36公里，第1.5期由蒜頭糖廠向西延駛至故宮南院約1.49公里，將由交通部鐵道局辦理工程設計監造及施工等相關事宜，並由台糖公司負責後續營運，嘉義縣政府則負責「非都市土地變更興辦事業計畫」及「整體規劃」作業[4][5]。10月：第1期延伸高鐵嘉義站之路段開工。
- 2022年6月，縣府宣布五分車轉乘延駛高鐵站工程將提前在8月完工。為配合10月國慶在故宮南院園區外台糖地施放煙火，蒜頭糖廠觀光五分車延駛通車後規畫外縣市遊客搭高鐵到嘉義站下車，轉乘五分車，在終點站蔗埕園區下車，步行到隔壁故宮園區觀賞高空焰火。[6]10月8日，第1期延伸段通車營運。[7]
- 2023年6月2日，配合延伸故宮南院工程，宣布自6月15日起暫停行駛。6月17日因受連日大雨影響，改為6月26日起暫停行駛至8月底。10月7日，第1.5期延伸段至故宮南院站通車。[8]

## 概要

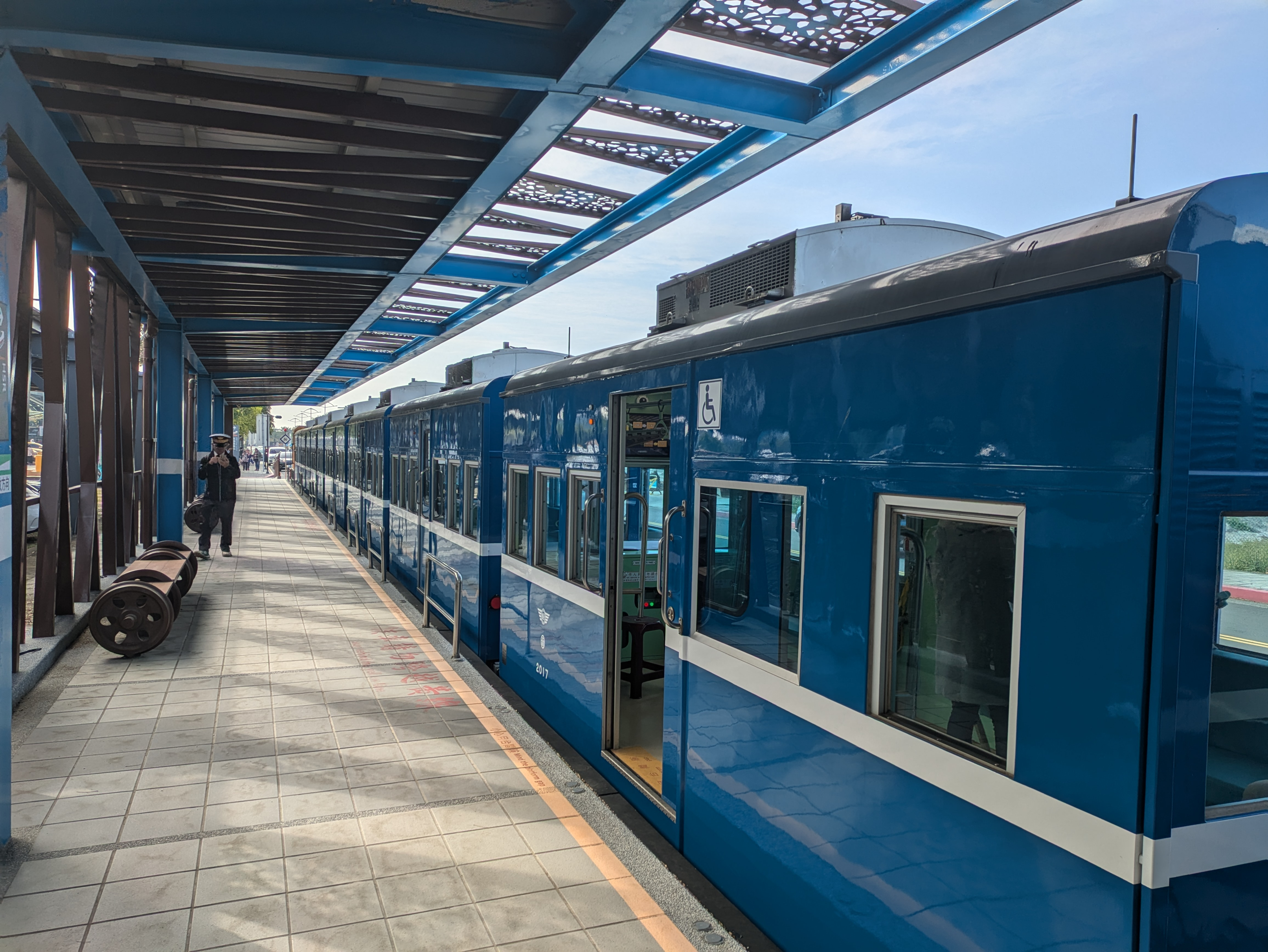
空調車廂

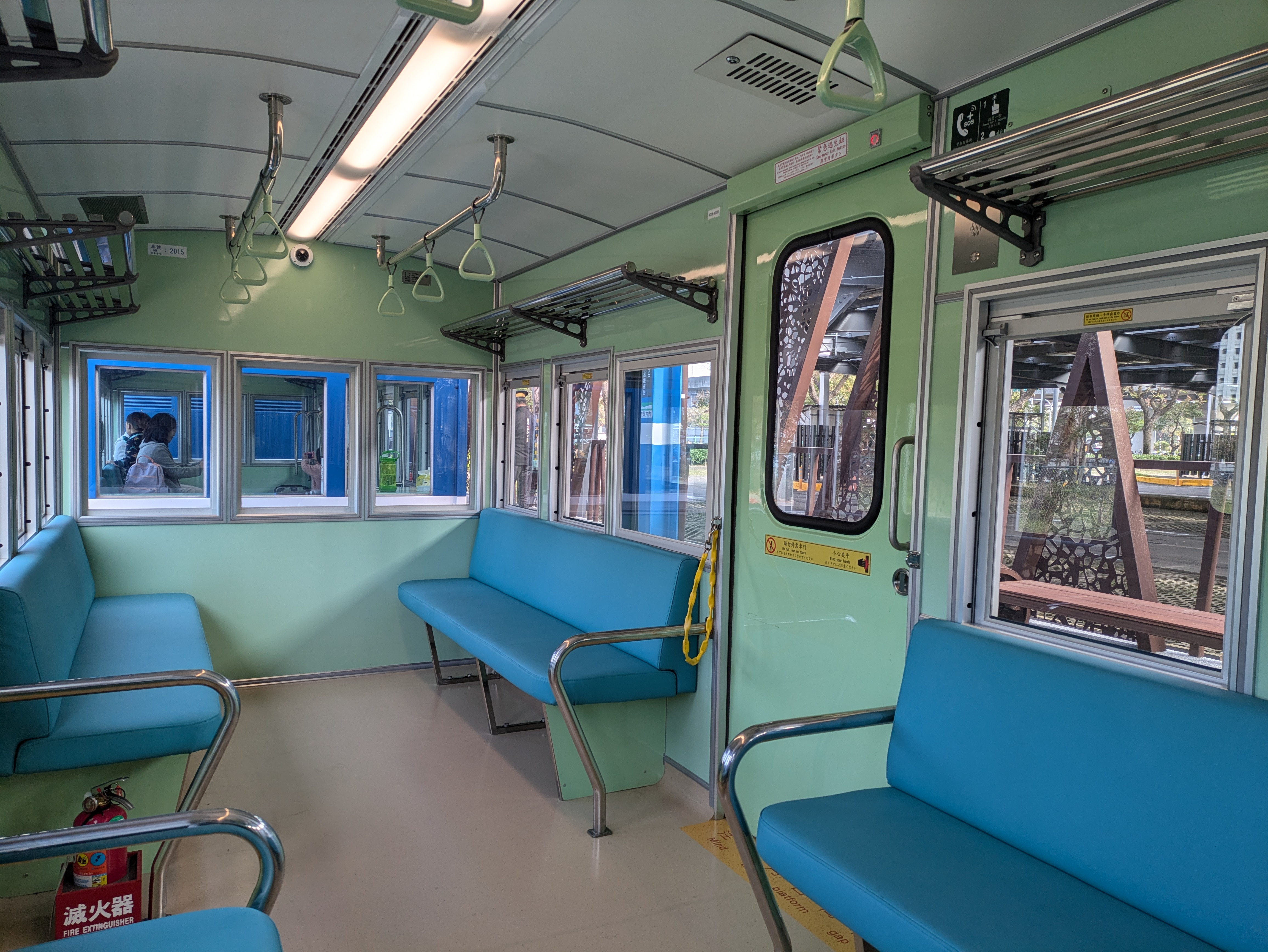
空調車廂內部

蔗埕線屬於南靖線（同時也是南北平行預備線）的一小段。南靖線全長10.7公里，曾試辦營業線，自蒜頭出發，穿越太保農場，到達南靖車站。因太保農場後來成為高鐵嘉義站預定地，南靖線已截斷，僅有蒜頭糖廠附近一小段仍行駛觀光列車。
配合前瞻基礎建設計畫，本線計畫於兩端延伸至高鐵嘉義站以及故宮南院，第二期則延伸至嘉義縣政府。
目前第1期延伸高鐵嘉義站之路段，已於2021年10月動工，於2022年10月8日正式通車。而第1.5期延伸故宮南院之路段，已於2023年10月7日正式通車。
另外配合新路線通車，台糖也採購3組復古空調車廂供後續開行。

## 路線資料
- 經營管轄：臺灣糖業
- 路線距離：故宮南院＝蒜頭＝五分車高鐵站（高鐵嘉義站）間4.4km
- 軌距：762mm
- 車站數：4
- 雙線區間：無
- 電化區間：無

### 車站一覽
縣政府 – 故宮南院站 – 蒜頭車站 – 樂活農園站 – 五分車高鐵站
運行

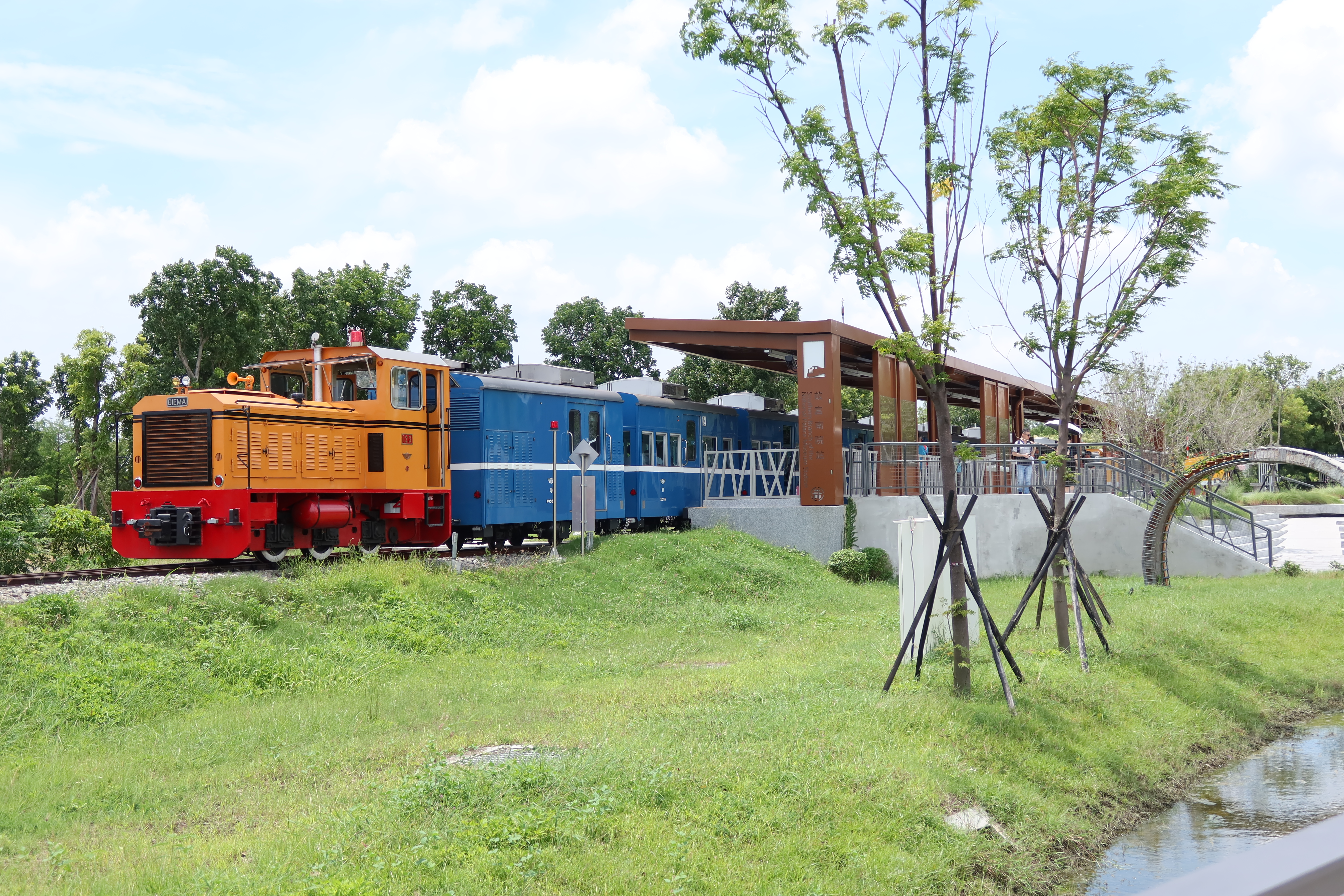
故宮南院站南側與糖鐵列車

2023年10月7日起配合延駛至故宮南院站進行改點。列車僅假日開行，平日（除週一外）採整點團體預約制機動發車。週一為檢修日不提供預約發車，遇假日則順延。
營運模式以蒜頭糖廠為分界，以高鐵線及故宮線模式營運。
| 往五分車高鐵站方面 | 往五分車高鐵站方面 | 往蒜頭糖廠方面 | 往蒜頭糖廠方面 |
| ------------------ | ------------------ | -------------- | -------------- |
| 蒜頭站             | 五分車高鐵站       | 五分車高鐵站   | 蒜頭站         |
| 09:30              | 10:00              | 10:15          | 10:45          |
| 11:00              | 11:30              | 11:45          | 12:15          |
| 14:30              | 15:00              | 15:15          | 15:45          |
| 16:00              | 16:30              | 16:35          | 17:05          |

| 往故宮南院站方面 | 往故宮南院站方面 | 往蒜頭糖廠方面 | 往蒜頭糖廠方面 |
| ---------------- | ---------------- | -------------- | -------------- |
| 蒜頭站           | 故宮南院站       | 故宮南院站     | 蒜頭站         |
| 09:50            | 10:05            | 10:20          | 10:35          |
| 11:15            | 11:30            | 11:45          | 12:00          |
| 13:30            | 13:45            | 14:00          | 14:15          |
| 14:50            | 15:05            | 15:20          | 15:35          |
| 16:15            | 16:30            | 16:35          | 16:50          |

接續路線
- 高鐵嘉義站：臺灣高鐵、嘉義BRT

## 外部連結
- 蒜頭糖廠 （页面存档备份，存于），臺灣糖業
- 嘉義蒜頭糖廠五分車延駛嘉義高鐵站評估規劃 （页面存档备份，存于），交通部鐵道局